# Tatè Nsongan
Tatè Nsongan, nome completo Bienvenu Tatè Nsongan (Douala, 1958), è un percussionista camerunese, membro fondatore del gruppo dei Mau Mau.

## Biografia
Inizia a farsi conoscere alla fine degli anni Settanta partecipando e vincendo il Festival National de Music du Cameroun. In seguito a questa affermazione, accompagna Miriam Makeba nel suo tour in Camerun.
Nel 1981 giunge per la prima volta in Italia con il tour dei Les Genies Noirs, un gruppo di danze e musiche tradizionali dell'Africa.
Nel 1990 partecipa alla realizzazione di Nkap Café, album dei Nassara con i quali, nel 1992, partecipa ad Arezzo Wave.
Nel 1991 si unisce a Luca Morino e Fabio Barovero e insieme fondano i Mau Mau, la band con la quale suona e compone ancora oggi.
Nel 2000 fonda il gruppo Kin Koba riunendo Gilson Silveira alle percussioni e Federico Marchesano al contrabbasso. Con questo gruppo realizza due album di dolci atmosfere africane.
Nel 2002, sfruttando una pausa nella produzione dei Mau Mau, si unisce ai Gatto Ciliegia contro il Grande Freddo. L'esperienza dura per un solo anno.
Nel 2010 ha pubblicato per Miraggi Edizioni il libro La falsa nota di Nyambé, scritto insieme a Sara Ghirlanda

## Discografia

### Album con i Kin Koba
- 2000 Etnokult
- 2005 La Falsa nota di Nyambe
- 2006 Aqua in Musica
- 2009 TateNsonTrio
- 2016 Dikalo Lissen' Up!

### Album
- 2010 Tatè Nsongan Trio